# Krassó
Krassó (hongrois : Krassó ou Krassó vármegye ; latin : Comitatus Krassovinsis ; roumain : Caraș) est un ancien comitat du royaume de Hongrie, créé lors de la fondation de l'État hongrois (XIe siècle) et unifié lors de la réforme territoriale de 1881 avec le banat de Severin (hongrois : Szörény) pour former le comitat de Krassó-Szörény.